# День местного самоуправления на Украине
«День местного самоуправления на Украине» (укр. День місцевого самоврядування) — национальный профессиональный праздник, который отмечается на Украине ежегодно 7 декабря.

## История и празднование
25 ноября 2000 года, в столице республики городе Киеве, второй президент Украины Леонид Данилович Кучма подписал Указ № 1250/2000, который предписывал ежегодно, 7 декабря отмечать на Украине новый праздник — «День местного самоуправления». В президентском указе объяснялись причины этого нововведения: «Учитывая большое значение местного самоуправления для развития народовластия, демократизации общественных отношений и укрепление украинской государственности…».
Следует отметить, что с подписанием этого указа, глава государства лишь придал «Дню местного самоуправления» официальный статус, ибо украинцы отмечали его уже на протяжении десяти лет, с того момента, как Верховная рада Украины, 7 декабря 1990 года приняла Закон «О местных советах народных депутатов Украинской ССР и местном самоуправлении». С той поры эта дата и стала профессиональным праздником для тех, кто работает в городских, сельских, поселковых, районных и облсоветах.
«День местного самоуправления на Украине» не является на Украине нерабочим днём, если, в зависимости от года, не попадает на выходной.